# Грейнджеры
Грейнджеры (от англ. The Grange — ферма; полное название: National Grange of the Order of Patrons of Husbandry) — движение фермеров в США. Борется за экономическое и политическое благополучие общества и сельского хозяйства.
Движение основано в 1867 году, после Гражданской Войны в США. Грейнджеры активно лоббировали законы о регулировании железнодорожных тарифов и бесплатной почтовой доставки в деревенские районы.
Кроме того, грейнджеры занимались организацией местных кооперативов по сбыту сельскохозяйственной продукции и покупке промышленных товаров.
К 1873 г. местные отделения грейнджеров открылись почти во всех штатах и насчитывали 750 тыс. человек. Центром движения стали штаты Среднего Запада, где Союз грейнджеров опирался на фермерские клубы и партии под разными названиями (в Миннесоте и Калифорнии они назывались антимонополистическими партиями, в Висконсине и Мичигане — партиями реформ и т. д.).
Основная масса фермеров к концу 70-х годов стала отходить от него к новому массовому движению: Партию гринбекеров, которое также было направлено против растущего натиска крупного капитала и гнета со стороны железнодорожных магнатов и банкиров.
В 2005 году грейнджеры имели 160000 членов в 2100 общинах в 36 штатах.